# Medelan
Medelan is een bestuurslaag in het regentschap Sumenep van de provincie Oost-Java, Indonesië. Medelan telt 2528 inwoners (volkstelling 2010).